# 小電力無線電話
小電力無線電話（しょうでんりょくむせんでんわ）とは、空中線電力10mW以下という小電力電波を使った免許不要な無線電話である。
日本では特定小電力無線電話として規格化されている。日本国外では、短距離デバイス (SRD = short range device)、低電力デバイス (LPD = low power device) などと呼ばれる。
400MHz帯や800MHz帯の周波数帯を使う無線機が多い。